# 洞窟物語
『洞窟物語』（どうくつものがたり）は、開発室Pixelによって製作されたフリーゲーム。ジャンルはサイドビューのジャンプアクション、もしくはシューティングアクション。アクションロールプレイングに分類されることもあるが成長の概念はなく、どちらかというとアクションアドベンチャーに近いゲームシステムである。

## 概要

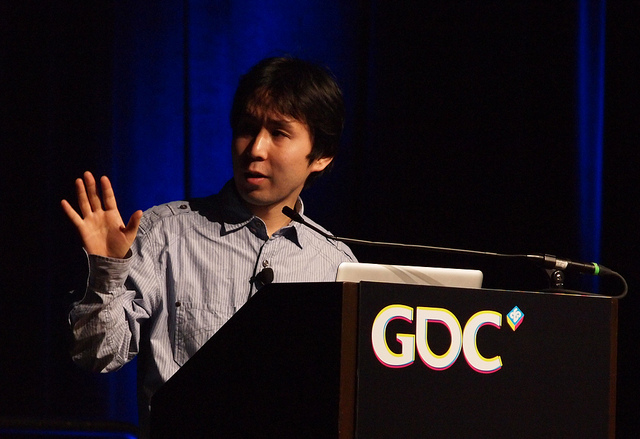
開発者・天谷大輔
GDC 2011、スピーチの壇上にて。

2004年11月にテスト版が公開され、フリーのオンラインソフトとして2004年12月に正式なバージョンが一般公開された。一次配布元は開発者のウェブサイトとVector。窓の杜とVectorにレビュー記事が掲載されている。
ゲームパッドに対応。パッドでのプレイには3ボタンが必要となる。キーボードでもプレイ可能である。
ファミコン時代を彷彿とさせる、レトロな雰囲気のアクションゲーム。本作がレトロゲームと評される理由に、独特の絵柄（ドット絵）やチープな音源といった要素のほか、主人公が自分語りをしない、物語を語り切らずプレイヤーに想像の余地を残す、といった様式が挙げられる。個々のエリアが広い地形、何回も挑戦しパターンを覚えて攻略するボス戦、注意深くプレイしないと手に入らない隠しアイテムが多くあるなど、手応えのあるゲーム内容も特徴である。
個人製作のゲームでありながら、1度の作り直しとベータ版をプレイしたユーザーの意見を採り入れた1年間のバランス調整・改良を経て、開発に4年の歳月を費やして作り込まれている。
マルチエンディングを採用しているが、真のエンディングへの分岐が非常に気付きにくいところに隠されているため、初回プレイ時はほとんど通常エンディングルートに入る。通常エンディングルートにおいて、作中メッセージで真のエンディングへの分岐条件を匂わせる箇所がある。真のエンディングに向かうための最終ステージでは、特定の隠しアイテムを入手することによってタイムアタックが可能。
開発者によって公式に配布されているバージョンはWindowsでのみ動作するが、ファンの手によりMac OS X・Linuxなど、いくつかのプラットフォームに移植されている。同じくファンによって表示メッセージを英語化するパッチが作成され、日本国外からもファンを獲得するに至り、いくつかの海外のゲームレビューサイトで本作が取り扱われている。海外のファンの手により、独自にPSPやニンテンドーDSへの移植が行われた。海外では『Cave Story』という題名で親しまれている。
2008年10月3日、ニンテンドー・オブ・アメリカのプレスリリース、および開発者のサイトにおいて、海外向けにWiiウェア版の配信が発表された（日本国内での配信は未定）。2010年9月には、北米向けにニンテンドーDSiウェア版の配信が発表された。2010年11月29日配信（日本国内では2011年11月22日に配信開始）。
2011年3月に米国で開催された、ゲームクリエイターのための会議「GDC 2011」に開発者が出演し、本作についての講演を行った。
2012年には、雑誌『タイム』で「歴史上でもっとも偉大なゲーム100」のうちの1タイトルに選ばれた。

## ストーリー
本作はマルチエンディング形式となっている。以下では先ず、共通ルートと真のエンディングの条件を全て満たさなかった場合の通常エンディングを記述する。
共通ルート/通常エンディング
洞窟の中で目覚めた主人公の少年。記憶を失っており自らの名前も分からぬ中、スーという人物に助けを求めるカズマという人物の通信を耳にする。洞窟を抜けた主人公はその先にあったミミガーという生物の村で、ミミガーであり村民のトロ子と村のナンバー1・キングと出会う。2人はスーと呼ばれる人物を知っており、トロ子は村に来たばかりのスーと仲良くし、トロ子の亡き兄・アーサーの家で共に住んでいたが、キングはスーをよそ者扱いしていた。村では過去、ミミガーを攫って時に殺すドクターという人物が襲来しており、キングは次にドクターが来た時に備え、家に閉じこもるよそ者のスーを犠牲にするつもりでいたがトロ子はそれを止める。すると、ドクターの命令でスーを探しにやって来たドクターの手下・ミザリーとバルログが村に現れ、トロ子をスーと勘違いし連れ去ってしまう。その後、主人公はスーがいるというアーサーの家にやって来るもそこにスーの姿はなく、タマゴ回廊という場所へと繋がった転送装置があり、主人公はそこへ向かう。
タマゴ回廊ではミミガーの少女がバケモノに襲われており、主人公はバケモノを倒す。バケモノの正体は凶暴化したミミガーであった。主人公に助けられた少女はこの島から脱出したがっているらしく、タマゴ回廊で脱出に必要な飛竜の卵を見つけるが孵化させることはできず、主人公と共に一旦村に引き揚げる。
主人公に助けられ、村に帰って来た少女――スー（坂本 数）は兄・カズマと連絡を取る。カズマはクサムラという場所のシェルターから出られなくなってしまっていた。スーはカズマを助けに行こうとするがそこへキングが現れ、ドクターの手先が来た時にスーと引き換えにトロ子を返してもらおうとスーを檻に閉じ込める。主人公はスーの頼みで代わりにクサムラへ行き、シェルターに閉じ込められたカズマ（坂本 数馬）を助ける。直後、シェルターの転送装置からカズマの仲間・ブースター博士も現れ、3人は村のスーの元へと向かう。
同じ頃、村では檻から出されたスーが自身の知るドクターについての情報をキングたちと話し合っていた。そこへカズマとブースターも到着。スー、カズマ、ブースターはドクターの元から逃げ出した人物であり、この島から飛竜による脱出を試みていたが、ドクターがミミガーを集め、さらにミミガーに食べさせると凶暴化し殺人兵器と化す赤い花の在処を見つけたことをブースターは知り、脱出を中止。そしてブースターは、10年前にこの島に派遣され全滅したとされる武装探索ロボット――その中の1人であろう主人公に対し、ドクターによる凶暴化したミミガーを用いた戦争を防ぐべく、赤い花の在処である危険な砂区で赤い花を探して一つ残らず焼き払うよう頼む。
砂区で主人公は、主人公の事をミミガーを殺すロボットであると誤解したロボットの少女に襲い掛かられるが、主人公は反撃して誤解を解く。彼女はカーリーブレイスという名で、彼女も記憶を失くした人物であった。ミミガー達と共に生活する彼女らの話から主人公は、赤い花について知っているであろう人物――ミザリーの母にして砂区を管理していたジェンカの元へ行く。赤い花の種がある倉庫を管理していたジェンカは赤い花の危険性を説き、惨劇を招かぬ為に誰に対しても倉庫を開放しないと主人公に告げるが、その後バルログによりジェンカが襲われ、倉庫の赤い花の種が全てドクターの手中に落ちてしまう。さらにドクターは倉庫に咲いていた赤い花の効果を確認するため、捕らえていたトロ子に食べさせる。その時、キングが現れドクターに攻撃を仕掛けるが返り討ちに遭ってしまう。直後、倉庫に到着した主人公は赤い花により凶暴化したトロ子を倒す。そしてキングは仇をとってほしいと主人公に言い残し力尽きる。しかし戦闘後、隙を突かれた主人公はミザリーにより島のゴミ溜め――迷宮に飛ばされてしまう。
迷宮で主人公は同じくミザリーに飛ばされたカーリーや、重傷を負ったブースターと再会。ブースターはこの島が迷宮のどこかに居る、とある生命体の力によって空中に浮かんでおり島の心臓であるそれを破壊すればこの島の機能が停止すると伝え、空を飛ぶ機械であるブースターv0.8を主人公に託して死亡する。
主人公とカーリーが迷宮を脱出すべく共に進んでいく中、島の心臓――コアを発見し、破壊しかけるがミザリーが現れてコアをドクターの研究室に転移。するとその場が急激に浸水し始める。息が続かずに気を失う主人公にカーリーは自らのボンベを託す。主人公が意識を取り戻した時にはその場にいたカーリーは返事をせず動かなくなってしまっていた。主人公が水路の流れに沿っていくと、ミミガーの村の貯水池に流れ着いた。しかし村には誰一人としていなくなっており、アーサーの家のパソコンには「タマゴ回廊へ」とカズマのメッセージがただ残されていた。
主人公がタマゴ回廊へ向かうとそこは崩壊していたが、その奥地にはカズマと孵化に成功した飛竜がいた。カズマ達は主人公が砂区に向かった後、逃げ道の確保を急いでいたがミザリーによりスーは連れ去られてブースターも消されてしまい、凶暴化ミミガー軍団ができるのも時間の問題となる中、カズマは飛竜で島から脱出を図るためここへやって来たのだ。
カズマから飛竜で共に逃げるか問われるが主人公は否定。するとカズマは島のコアを破壊すれば島が崩壊するかもしれないが、凶暴化したミミガーが元に戻せると話す。コアを探すべく、主人公が島の外壁を登って進んでいくと大農園があった。そこでは何も知らぬミミガー達がドクターに騙され、赤い花を育てていた。主人公は大農園の警備に発見され攻撃を受けて気を失い牢に入れられる。主人公が目覚めた時、ポケットにスーからの手紙が入っていた。スーは同じ牢に居たものの主人公が目覚める前に連れていかれてしまったのだ。
手紙には、スー達が島の研究の為に地上からヘリでやって来たこと、その一員であったドクターは恐ろしい魔力を手に入れる悪魔の王冠の入手を密かに画策していたこと、王冠を手にしたドクターにスー達は逆らえなかったこと、ドクターは凶暴化したミミガーを魔力で思い通りにして島を拠点に地上に攻撃を仕掛けようとしていること、そして農園のカクレガに潜伏し、対策を考えているであろうスーの母親の力になって欲しいと書かれていた。主人公は牢屋を脱し、スーの母親・坂本 百鈴と研究員の伊藤に助力してドクターの玉座に向かう為のロケットを完成させる。
玉座に到達した主人公は待ち構えていたミザリーを打ち倒し、その後ドクターと対峙。ドクターは赤い花から理性を破壊する物質を取り除き凝縮させて人間にも利用可能な赤い結晶を完成させ自ら用いて戦うが、最終的に赤い結晶の力が暴走し、主人公に倒され体が崩れ去る。主人公はその先に保管されたコアの元に辿り着くが、ミザリーがスーを人質にして主人公に対しコアから離れるよう命令する。しかしそこへ体がボロボロになったドクターが現れる。赤い結晶によってこの状態で尚も力を漲らせていたのだ。主人公はドクターに操られたミザリーとスー、そしてコアとドクターが一体化したアンデッドコアとの決戦の末、アンデッドコアを破壊。島が崩壊し落下をし始める中、主人公はスーと共にその場を脱し、2人が島から飛び降りた所を飛竜に乗ったカズマがキャッチ。ドクターに捕らえられていたミミガー達も伊藤と百鈴と共にヘリコプターで島から脱出し、一同は帰還したのだった。
バッドエンディング
崩壊したタマゴ回廊の奥地で、主人公はカズマと共に飛竜で逃げることを選択。
主人公は無事に島を脱出することができた。やがてドクターがこの島を拠点として地上の国々への攻撃を開始するであろう中、主人公とカズマは2人、ドクターの手の及ばない山奥で慎ましく暮らしたのだった。
真のエンディング
迷宮で主人公はミザリーに飛ばされたブースター博士と再会することなく、カーリーと共に迷宮を進む。そしてコアと対峙した後、主人公は浸水する中でカーリーにボンベを託される。水中でピクリとも動かなくなったカーリーだったが、まだ生きているようであった。主人公は周囲にあったけん引ロープでカーリーと共にその場を脱し、水路の道中の小部屋でカーリーをケアすると、彼女は目を覚まして無事を喜んだものの程なくして眠りに落ちる。主人公はカーリーを連れ再び水路を進むが、道中でカーリーと離れ離れに流されてしまう。
主人公はミミガーの村の貯水池に流れ着くが、村には誰一人としていなくなっていた。主人公がアーサーの家を訪れると、転送装置からブースターが現れる。迷宮の壊れた転送装置を直して自ら帰還したのだ。ブースターは主人公に空を飛ぶ機械であるブースターv2.0を託し、もう一度スーに会った時はスーを連れてこの島から逃げて欲しいと頼む。
主人公が崩壊したタマゴ回廊を越え、大農園にやって来ると泉の近くに記憶を失ったカーリーがいた。食べると記憶が戻るというキノコを主人公が調達してカーリーに食べさせるとカーリーは記憶を取り戻し、主人公をクォートと呼んだ。そして彼女は、この島に眠る大きな力である悪魔の王冠を目的にかつて多くの武装ロボットが地上の国々から派遣されミミガーが殺されて島が荒らされていたこと、一方でクォートとカーリーの2人は他のロボットとは異なり王冠を破壊する為に派遣されたこと、そんな中で1人の男が王冠を手に入れ、その男がミミガーを凶暴化させ地上への攻撃を始めたこと、クォートとカーリーは共に王冠の男に立ち向かいダメージを与えながらも歯が立たず、その後は思い出せない、と自身の知る過去を主人公――クォートに伝え、クォートはカーリーから鉄のきずなを得る。
そしてクォートは百鈴と伊藤のロケットでドクターの玉座へ向かい、ドクターと対峙してアンデッドコアを破壊。島が崩壊し落下をし始める中、クォートはスーと共にその場を脱そうとするが、その道中の亀裂にクォートは潜り込む。
亀裂の先には血塗られた聖域が広がっていた。道中で倒れていたカーリーと共に聖域を進んでいく中で、クォートはジェンカの弟であるボロスという男の過去を語る誰かの声を聞く。姉と同じく人間には無い魔力を持ったボロスは、国民から愛され信頼されていたが、国王が嫉妬しボロスは残酷な刑に処されたこと、あまりにも残酷な刑によりボロスの魔力が暴走して王国は一夜にして滅んでしまい、ジェンカは狂ってしまった弟を空中に浮かぶこの島に幽閉したこと、幽閉されたボロスにジェンカの娘・ミザリーは悪魔の冠を作らせるが、冠に呪われたミザリーは冠を手にした人間に逆らえなくなってしまったこと、冠を破壊してもボロスが死なない限り何度でも冠は復活し呪いが解けないこと――そして最後に、ミザリーを永遠に解放し悲劇を繰り返さない為、ボロスを殺してほしいとボロスの飼い犬の魂はクォートに伝える。
クォートとカーリーは聖域の最奥――封印の間に幽閉されたボロスの元へ辿り着く。ボロスは魔力の暴走をとめる者が現れるのを待ち望んでいた。クォートとカーリーが死闘を制しボロスを倒すと、負の力が弱まった為か島の落下が止まる。カーリーは自分たちの仕事が終わったことを悟るが、封印の間の壁が迫り始め2人は押しつぶされそうになる。するとバルログが2人の元にやって来て、2人はバルログと共にその場を脱する。ボロスが倒されたことでミザリーとバルログの呪いが解け、ミザリーの使いとしてバルログはクォートとカーリーを助けたのだ。
役目を終えたカーリーは、どこか見晴らしのいい所でのんびり暮らしたいと話す。バルログも一緒に居たがっていた為、カーリーは3人で一緒に暮らそうと言い、住むのにいい場所をバルログに任せる。そしてクォートとカーリーは羽ばたくバルログの背に乗ってどこかへと飛び去っていくのだった。

## 登場人物

### 主人公とカーリー
かつて「悪魔の王冠」の破壊を任務として、島へ派遣された2人組。
主人公 / クォート
本ゲームのプレイヤーキャラクター（自機）。名前は「クォート」。命名の由来は「引用符」（ ‘ ’ ）。
戦闘用に作られた武装探索ロボットだが、外見はほぼ人間と変わらない。
物語開始時は記憶を失っており、自らの名前をも覚えていない。
彼の出自や名前は真のエンディングにたどり着くルートで、カーリーの台詞によって明らかにされる。
台詞は皆無であるが演出であり喋れないわけではない。
カーリーブレイス
通称「カーリー」。命名の由来は「中括弧」（｛ ｝）。
女性型の武装探索ロボット。彼女も過去の記憶を失っている。『砂区』でミミガーの孤児を保護し、育てていた。
主人公のことを、ミミガーを殺して回るキラーロボットだと誤解して攻撃する。
真のエンディングに至るかどうかで彼女の運命が左右されるとともに、彼女の生存が真のエンディングに大きく関わってくる。

### ミミガー
洞窟内に住み、花を主食とする種族。垂れ耳で白い毛並みに覆われた、ウサギに似た外見をしている。赤い花を摂取すると凶暴化して最終的には死んでしまうとされている。
トロ子
ミミガーの村の住人で、アーサーの妹。よそ者であるスーをかばい、一緒に暮らしていた。
ミザリーにスーと間違えられて、さらわれてしまう。独特の訛りがある口調で話す。
砂区の倉庫にて、バルログに赤い花を食べさせられ狂暴化し、クォートに殺された。
キング
ミミガーの村の住人。アーサー亡き後、村のナンバー1として村を束ねている。
規律に厳しいが、ある程度の順応性は持っている。
剣の腕はなかなかのものらしく、バルログを一撃で撃退している。
砂区の倉庫にて、ミザリーに殺される。死に際に自身の武器である『ブレード』を、クォートに託す。
ジャック
ミミガーの村の住人で、村のナンバー2。特徴的なゴーグルをつけている。
墓場に出没したモンスターが村に来ないよう見張っている。アーサーの家の扉を開けられる鍵のありかを知っている。
アーサー
トロ子の兄で、古くから島に棲息する赤い魔物を村から撃退した英雄。
物語開始時は既にドクターによって殺されており、村の共同墓地で静かに眠っている。
マーヒン
ミミガーの村の住人。食欲旺盛でいつも食べている。
かんぱちと同様に『大農園』で再会後、他のミミガーたちが連行されていったときにも、他のミミガーと違いひとりだけとり残されてしまい、牢の中で黙々と食べている。
かんぱち
ミミガーの村の住人。釣りが好きで、いつも村の貯水池で釣りをしている。
のちに『大農園』で主人公と再会する。そこでも池で釣りを始める。
その後、ミミガーたちがほぼ全員連れて行かれた後も、彼は連れて行かれずに引き続き釣りを楽しんでいる。
三代目
ミミガーの村の住人で、村の農園の管理を任されている。
赤い花に関する言い伝えを主人公に語る。
サンタ
『クサムラ』に住むミミガー。臆病者で、モンスターから逃げる際に自宅の鍵を落としてしまい、困っていた。
最終戦の直前でも再会する。
チャコ
サンタと同じく『クサムラ』に住んでいるミミガー。彼女だけ肌（毛並み）の色が紫になっている。
彼女からとあるアイテムの情報を聞いた直後にベッドで休むと起こるイベントなど、彼女に関連する隠しイベントが複数存在する。
イゴール
タマゴ回廊の管理システムの管理者と思しきミミガー。「先生」と呼ばれる存在のために飛竜のタマゴを守り続けている。
出会ったときには既に赤い花を服用して狂暴化しており、管理室のベッドには赤い花弁が散乱していた。
クォートとの戦闘で破れ、死亡する。
彼の言う「先生」が誰なのかは作中で語られない。

### 調査チーム
地上から、「島」を調査に訪れた人間の一団。
スー / 坂本 数（さかもと すう）
カズマの妹で、百鈴の娘。島に来ることを嫌がっていたが、まだ子供で独り残るわけにもいかず、調査チームに同行する。
本人はそのことが不本意であったらしく、そのためトロ子以外のミミガーたちとは馬が合わなかった。
ドクターによってミミガーの姿に変えられるも、ドクターの手から逃れてミミガーの村にたどり着く。
トロ子にかくまわれ、アーサーの家で生活するかたわら、脱出手段確保のために飛竜を求めて『タマゴ回廊』の調査をしていた。
カズマ / 坂本 数馬（さかもと かずま）
調査チームに属する研究員。スーの兄。
ドクターから逃れたものの、クサムラの建物に閉じ込められてしまう。バッドエンドに関係する人物。
ブースター博士
調査チームに属する研究員。スーの祖父的存在。ドクターから逃れ、カズマと同じ建物に転送されてくる。
主人公が10年前に島に派遣された武装探索ロボットだと気づいた数少ない人物。真のエンディングに関わる重要人物である。
坂本 百鈴（さかもと ももりん）
調査チームに属する研究員。スーとカズマの母親。
ドクターから逃れ、『カクレガ』で反撃のチャンスを窺っている。
彼女から借りる、「ミミガーのマスク」を装備したままクリアすると、エンディングの演出が一部変化する。
伊藤（いとう）
調査チームに属する研究員。臆病。
主人公が出会ったとき、スーと同じくミミガーの姿になっている。
技術力は本物であり、物語を進める上で関わってくる人物。
ドクター / 伊達 冬彦（だて ふゆひこ）
調査チームに属する医者。スーたちの健康管理をしていた。
だが、悪魔の王冠が目当てであり、そのためにチームについてきた。
※詳細は後記の敵勢力参照

### その他の島の住人
ジェンカ
古くから『砂区』に住む魔女。
かつては強大な力を備えていたが、既に引退し、愛犬たちと隠棲している。
舞台である島の歴史や、赤い花の秘密に詳しい。
ミザリーの母であり、彼女を心配する言動も時折見せる。
彼女の住む家では、BGMにフォークダンスの曲であるジェンカが流れる。
釜谷鉄造
『最初の洞窟』で居を構えていた、はぐれの銃鍛冶。
物語開始時に丸腰だった主人公は、ここからやむなく銃を盗む（借りる）ことになる。
道中、銃「ポーラスター」を他の武器と交換せずに彼のもとへ再度訪れると、職人としての彼の顔を垣間見ることができる。
クトゥルー
謎の原住民。緑のローブを身に纏っている。世界観を説明するメッセンジャー的役割で、物語には関与しない。
島の各地に登場し、タマゴ回廊に1人、クサムラに2人、大農園に1人いる。
マルコ
『クサムラ』の警備ロボット。
彼の名前かロボットとしての形式名称かはっきりしないが、彼と同系のロボットが他にも4体、同じ部屋に存在する。
クォートが起動させた直後、バルログに踏み潰される。物語を進めるために必要なアイテムを造ってもらうことになる。
名前は、本編では｢MALCO｣と、エンディングでは｢マルコ｣と、表記されている。
チャバ
『迷宮』に住む、ゴキブリに似た種族「ガウディ」の１人で、武器屋を営んでいる。
武器を合成したり、無償で補助アイテムをくれたりする。
ドクター下呂 / ナース蓮美
『迷宮』で診療所を開業している、カエルのような外見の2人組。負傷したカーリーを保護していた。
以前使っていた建物にお化けが住み着き、必要な薬品を運び出せずに困っている。
地上の兵隊
かつて、島の制圧を目的として送り込まれたキラーロボット。バッテリー式らしい。
主人公も、ドクターたちからこれの一体ではないかと言われる。主人公（とカーリー）はこのロボットに形が似ているため、特にミミガーに間違えられる。
多くはミザリーによって『迷宮』の奥深くに閉じ込められて機能停止に追い込まれる。
「キラーロボット」などと物騒な名称で呼ばれているが、主人公たちと同様に感情があるように描かれている。
リトルおやじ
非常に小さい小人族で、リトル家の主人。
ミミガーの墓場でうろついていたが、何をしていたかは不明。
外壁のとある場所に自宅があり、妻子がいる。

### 敵勢力
ドクター
物語開始時点における、「悪魔の王冠」の所有者。
ミミガーを凶暴化させて地上を襲わせようとたくらみ、赤い花を探している危険人物。
その言動は自己中心的かつ冷酷な面を覗かせる。
目的のためならば女性にも平気で手を上げ、かつての仲間をも不要となれば排除する。
謎が多い人物で、この物語のキーパーソンの一人。最終的にクォートに倒される。
ミザリー
「悪魔の王冠」の所有者であるドクターに付き従う魔女。
ミミガーの拉致、刃向かう者の殺害、および迷宮への転送のほか、ドクターのもとから逃げたスーの身柄を確保するべく探し回っている。
バルログとは特別仲が良いわけではないらしく、しばしばもめることがある。
王冠が誰の手にもわたってない間はオープニングを見る限り泡のようなものに包まれて封印されている様子である。
作中では伊藤の他、スーをミミガーの姿に変えたのがミザリーであると示唆されているが、ミザリーがスーとトロ子を間違えた理由として原作者は制作期間中に『実はミザリーもバカで、「ミミガーは全部同じに見える」ってのはどうでしょう…なんでミミガーに変えたのかってのも「ただなんとなく…」って』と語っている。
バルログ
ミザリーの弟分。彼女と同じく王冠の影響によって、ドクターの手下として働く。
荒事専門で、地上の兵隊であるロボットを壊して回っている。
場合によっては主人公側を助けることもあるなど、心優しい面も併せ持つ不思議な悪党キャラクターである。
ミザリーからは「鼻も頭も犬並み」と罵られることもあるが、待ち伏せ、ノリつっこみなど、なかなかの賢さを見せることもある。
見た目は巨大な箱のような姿をしている。石鹸を基にした造形であり、当たり判定のわかりやすさから、この形を採用したとされる。
王冠が誰の手にもわたってない間はミザリー同様、泡のようなものに包まれて封印されている。
真のエンディングでは、カーリー、クォートと共に生活をしている。
当初は「プー」と命名されたが、J・R・R・トールキンの作品に登場する怪物「バルログ」に悪党の手下というイメージがあることからこれに変更、命名の由来となった。
プー・ブラックという、形状が瓜二つのボスも存在する。　
モンスターX
『迷宮』にて対峙する、謎の巨大機動兵器。
大量の内部武装を備え、通路の縦幅いっぱいの巨大な兵器。倒すと巨大な猫が出現する。
ミザリーたちとの関連性も語られておらず、物語に直接絡んでこないため謎の多いボス。
赤鬼
ブースターv2.0を入手していれば通ることができる『最後の洞窟・裏』で対峙することになる鬼。
過去に、ミミガーの村にやって来てアーサーが追い払ったという赤い魔物と同一の個体かどうかは語られていない。倒した後に出現する宝箱を取らないと何度でも復活する。
ボロス
『血塗られた聖域』に封印されている強大な魔術師。
彼の経緯は『血塗られた聖域』を巡る上で明らかになる。
なお、この物語はマルチエンディングであり、ボロスに出会い、これを倒すことができなければ真のエンディングを迎えることはできない。
原作者は第2形態以後のボロスについてセガのシューティングゲーム『ファンタジーゾーン』のボス「ボランダ」の色などを意識していると制作期間中に語っている。

## 世界観
本作の舞台は通称『島』である。正式な名称は作中で明らかにされない。
この島は地上のはるか上空に浮かんでおり、それは島に潜む「コア」の能力によるものである。

### 用語
赤い花
別名「悪魔の花」。潜在能力を引き出す物質だけでなく、理性を破壊する物質も含まれている。
ミミガーが食べると凶暴化し、体力、攻撃力ともに強化され、眼が赤くなる。
トロ子やイゴールなど一部の者は体格が巨大化してしまうが、死ぬと元の大きさに戻る。
「コア」を破壊すれば効果が失われることをカズマが示唆している。
作中に直接登場するミミガーは「赤い花を食べるとみるみる血がふっとうしてすぐに死んでしまうらしい」と話したり、ドクターに騙され大農園で赤い花を育てているミミガーは「赤い花さえあればキラーロボットなんてイチコロさ！」と話すなど、「凶暴化する」という点を正確に把握していない。
調査チーム
島を調査するために、地上から訪れた集団。
構成員は坂本一家やブースター博士、伊藤、伊達冬彦、他にもいたらしいが消息は不明。
ヘリが島に到着し、伊達冬彦（以下、ドクター）が「悪魔の王冠」を手に入れた。
調査チームはドクターの命令に逆らえず、島の研究を開始。
その後に伊藤、スーが脱走。大農園の第2牢からカズマ、ブースター博士が脱走。
百鈴はドクターが花の種を見つけた後、ドクターによって突き落とされた。
悪魔の王冠
ミザリーがボロスに作らせた王冠。悪魔の冠ともいわれる。ひとつ目（単眼）がある。ミザリーはこの王冠に呪われてしまっている。
この王冠には巨大な力があり、装着した者はその力を手にすることができる。
かつて地上の国々が、この力を調査するために多くの探索ロボットを派遣していた。
王冠の歴代所有者は作中では4人とされており、初代から「ハルダー」、「アンナチュポネ」、「ミアキド」、「ダテ　フユヒコ」である。
王冠はボロスが死なない限り、破壊されても復活する。
所持者が手放した際には、オープニングの1シーンから察するにミザリーとバルログは封印された状態になってしまう様子である。
島の戦い
主人公が目覚める約10年前に、島で起きた戦い。
10年前、地上の国々が「悪魔の王冠」と「コア」の探索のためにキラーロボットの軍隊を派遣し、島のミミガーを殺戮していった。
追い詰められた一部のミミガーは赤い花を使って凶暴化し、ほかのミミガーを守った。
この時、主人公とカーリーが王冠を破壊するために派遣されたとされる。
一方、キラーロボットはコアや悪魔の王冠に到達し、ある男が悪魔の王冠を手に入れた。
役目を果たしたロボットは仕事を終え、島は静かになった。
しかし、その男が赤い花を栽培しミミガーを使って地上の国々に対して攻撃を開始。
主人公とカーリーはそれを食い止めるべく戦ったが、歯が立たなかった。しかしながら、男にダメージを与えたという。
赤い結晶
ドクターが赤い花から理性を破壊する物質を除去し、凝縮させた結晶。人間に使用可能。ドクターが自身に使用する。
使用後は対象物が赤みを帯び、肉体を失っても生き延びられるほど能力が上昇する。
結晶には一切の攻撃が効かず、結晶は使用者の周囲を周回する。
使用者を認識しているようで、使用者がワープすると、結晶まではワープしないものの使用者のワープ先へすぐに結晶が移動する。赤い結晶を使ってミミガー（スー）を操ることもできる。
操られた場合は赤い花と同様、体に変化が起き凶暴化するが、解放後は赤い花と異なり、コアの破壊後のスーの行動を見る限り何の弊害もなく動けているため、直接摂取しない限り負担は少ないらしく、赤い花と同様、コアが破壊されると効能が切れる様子である。

## ゲーム内容

### 武器一覧
このゲームで登場する武器は全て銃器や投擲武器、いわゆる「飛び道具」である。 剣であっても、相手に投げつけて攻撃する。
敵を倒すと出現する武器エネルギーを入手することで、武器が強化されていく。強化の度合いはレベルによって表され、レベル1から最大3まで上がる。それぞれのレベルで威力や射程などが変化する。敵からダメージを受けると武器エネルギーも低下してしまう。
ポーラスター
主人公が最初に入手する、北極星印のハンドガン。
威力は低く、射程距離も短いが、弾道が直線で扱いやすい。弾数無制限。
レベルアップに伴い、威力が向上する。
ミサイル砲
強力な攻撃力を持つ、切り札的な武器。
敵と接触することで炸裂し、着弾地点の周辺にもダメージを与える。
弾数制限があり、倒した敵から得られるアイテムやサーバーで補充できる。
ミサイル砲での攻撃が効かない敵も一部いる。装填速度、および弾のスピードが遅いという難点がある。
スーパーミサイル
ミサイル砲が強化されたもの。弾速や攻撃力がアップしている。
聖域のタイムアタックでは必須アイテムであり、この武器をいかに上手く使えるかがタイムに大きく影響する。
ファイアボール
撃つと地面に落下し、一定時間地面を跳ね回る。
多少の坂なら登ってゆく上、壁に当たると跳ね返る特性があるため、通常の武器では攻撃しにくい起伏のある地形で有効。
弾数無制限だが、一度に一定数しかマップ上に存在できない。
レベルアップに伴い、威力が向上し、発射できる弾数が増加する。
バブリン
隠し武器のひとつ。非常に癖のある武器。
レベル1では攻撃力も射程距離も貧弱だが、レベル2で射程の極端に短いマシンガンのようになり、レベル3になると主人公の周囲にまとわりついて簡易な攻性防壁となり、攻撃ボタンを離すと一斉に射出される。
一斉射出しなくても、一定以上の数が貯まると弾けて発射されていく。
連射機能あり。弾数制限があるが、撃たずにいれば弾数は回復する。
レベル2の攻撃は、勾配の小さい坂道ならば登っていく。
レベル3はかなり強力で、それ以外は貧弱なため使いづらいが、後半に実質一撃死になる初期体力プレイの際はレベルダウンの心配もない。
ブレード
高い攻撃力を備える、剣を投げつける投擲武器。
キングの形見で、キングの魂が宿っており、レベル3の攻撃が敵と接触すると彼の魂が周囲を滅多切りする。
弾数無制限だが、単発でしか撃てない。レベル2までは命中すると次が撃てるため、接近しての連打なら非常に高い威力を発揮する。
レベル2まではプレイヤーの少し後ろにも当たり判定がある。
気まぐれな星
厳密には武器のカテゴリに含まれないが、アイテムとして装備すると、回りを2つの星がグルグルと回り始め、周囲の敵を攻撃する。
追跡してくる敵に対するバリアーとして機能する他、スネーク同様、地形を透過して飛び回るため、壁の向こうにいる敵を倒すことも可能。
『ガラクタ』という説明とは裏腹に、地味ながら役に立つ武器。
ある『最強の武器』を手に入れた場合のみ、迷宮のチャバからもらえる。

### 交換で入手する武器
以下の武器はストーリーの展開に伴い、特定の武器と交換することで入手できる。交換対象の武器と同時に持ち歩くことはできない。

#### ブレードと交換で入手する
再度同じキャラクターに話しかければ再交換可能であるが、同時に持ち歩く事は不可能。
ネメシス
女神のいかずち。隠し武器のひとつ。攻撃力は高めで射程距離も長く、弾速も非常に速い。
ただしレベルアップすると、逆に弱くなってしまうという癖のある武器。最大であるレベル3まであげると、射程の短いひよこが発射される。
弾数無制限であり、レベル1を維持するなら強力。
『血塗られた聖域』ではカーリーがこの銃を装備している。
自機正面直ぐには当たり判定がなく、接近しすぎている敵には当たらないことがある。

#### ポーラスターとの交換で入手する
再交換不能。片方を交換した場合は、もう一方を入手することは不可能になる。スネークを入手した場合も、ポーラスターがなくなるため、入手不可能になる。
マシンガン
もともとはカーリーが持っていた武器。高い連射性能を誇るマシンガン。
レベル3まで上がると、空中で下撃ちすることにより、その反動で滞空することができる。適度に射撃をとめて、弾数を回復させることで半永久的に滞空することも可能。ジャンプボタンも同時に押し続けることで上昇速度が上がり、ブースターと併せると非常に高くのぼることも可能。
弾数制限があるが、撃つことをやめると弾数は回復する。補助アイテム「ターボチャージ」を入手すると充填が速くなる。
シュプール
ポーラスターの完成形。
通常弾はポーラスターのレベル3と同等の威力がある上に、連射性能はポーラスターより高い。
3段階の溜め撃ちが出来、強力なレーザーを放つことができる。
武器エネルギーによるレベル変化をしない武器であり、ダメージを受けても威力が落ちないため、安定した戦いができる。
迷宮の店のチャバいわく「最強の武器」。

#### ポーラスターとファイアボールとの交換で入手する
再交換が不可能。上記のポーラスターと交換する武器を入手している場合は入手不可能になる。
スネーク
チャバがポーラスターとファイアボールを合成させた武器。そのため、この武器を選ぶとファイアボールも消滅する。
弾は波線を描いて飛んでいく。当たり判定が大きいほか、壁を透過する能力がある。
弾数無制限で、なおかつ攻撃力も高い。
壁の向こう側の敵を一方的に攻撃できる特性がある。

### ステージ一覧
本作のステージを記述する。
最初の洞窟
ゲームのスタート地点。ここで主人公が目覚める所から物語が始まる。
ミミガーの村
最初の洞窟を抜けた先にある、ミミガーが住む平和な村。
かつて村民は多かったが、ドクターにさらわれ、主人公が来たときはスーを含めて7人だけとなってしまった。
ボス：バルログ
はかば
ミミガーの村のはずれにある、ミミガー達の墓地。白いキノコ状のモンスターが棲息している。
ボス：マ・ピニョン
タマゴ回廊
飛竜の卵が保管されている場所。ここにも管理者としてミミガーがいる。
タマゴ No.00を含めて、卵は17個ある。
ボス：イゴール
タマゴ回廊?
迷宮から帰還した後、タマゴ回廊を訪れると謎の爆発で崩壊しており、ほとんどの飛竜が死亡あるいはゾンビと化している。
3DS版では地形が大幅に変わっていて、道中、新規に作られたエリアを通ることになる。
ボス：シスターズ
クサムラ
カズマが閉じ込められているシェルターがある場所。その名の通り、草叢。
ボス：バルログ、ボスフロッグ
砂区
赤い花の種の倉庫がある場所。砂漠地帯というイメージで、遺跡らしい建造物が散見される。
ボス：カーリーブレイス&コロンズ、オメガ、凶暴化トロ子
迷宮
かつてジェンカがコアを守るために築いた迷宮。ミザリーが島中にいる地上の兵隊を閉じ込めている。
ボス：プー・ブラック、モンスターX、バルログ
コア（場所）
迷宮の奥深くの「コア」がある場所。基地のような光景。シャッターがあり、厳重な雰囲気。
水が溜まっており、水位の上下が激しい。
10年前、ここに来たキラーロボットのチーム9がコアによって全滅、ボロボロに劣化している。
ボス：コア
水路
迷宮から外界へと通じる水路。水流が激しく、大きく動きを制限される。また、水路の途中に小部屋が存在する。
ボス：アイロンヘッド
外壁
タマゴ回廊?を奥へ進んでいくと行き着く場所。主人公は記憶をなくして以来、ここで初めて島の外界に出ることになる。
風が強く、武器エネルギーやハートが飛ばされてくる。夜空には月が輝いている。
エリア外へ落ちると「そしてあなたはいなくなった．．．」と表示され、「しんでしまった．．．」と同じ扱いとなる。
直前にカズマと交わした会話によっては、ここでバッドエンドとなる。
大農園
外壁を登っていくとたどり着く、広大な農園。拉致されてきたミミガーがここで働かされている。
主人公がここに来たときは赤い花の種が植えられていた。
3DS版ではこのエリアから「内壁」という隠しエリアへ行くことが可能で、そこに風変わりなアイテムが隠されている。
内壁
3DS版で追加されたエリア。休憩所から進入できる。足場が少なく、トラップが多い難所。
奥にある墓地らしい施設で「プリニーキャップ」という謎のアイテムが手に入る。
最後の洞窟
大農園の真上にある洞窟。
最後の洞窟・裏
ブースターv2.0を所持した状態で最後の洞窟を訪れると「最後の洞窟・裏」となる。
通常ルートと違い、入った瞬間に全ての武器がレベル1になってしまう。ステージ構造の難易度が上がっている、ボスである「赤鬼」がいる等、苦戦を強いられる難所である。
ボス：赤鬼
バルコニー
「最後の洞窟」を突破するとたどり着く場所。外壁と同じく野外であり、天候は曇っている。
調査チームが乗ってきたヘリが放置されている。道中にある小屋「プレハブ」ではブースター博士の手記を読むことができる。
王の玉座 / 王の食卓 / 黒い広間
バルコニーを進むと到達する遺跡では「王の玉座」、「王の食卓」、「黒い広間」と、それぞれの階層でボスとの連戦がある。
3DS版では、ボスを倒した後に、脱出ミッション風のエリア「崩れタワー」が追加されており、ここでもセーブすることができる。
ボス：ミザリー、ドクター/マッスルドクター、アンデッドコア
崩れタワー
3DS版で追加されたエリア。アンデッドコア戦の後、崩れる遺跡から先に脱出するスーを追い、入り組んだ通路を駆け抜ける。
血塗られた聖域
特定の条件を満たすことで、バルコニーにあるプレハブから進入できる隠しステージ。
入った瞬間、全ての武器のレベルが1になってしまう。即死トラップが多く、敵の攻撃も激しい高難度ステージである。
最深部の「封印の間」にいるボロスを倒すことによって、真のエンディングを迎えることができる。
特定のアイテムを入手することで、このステージでタイムアタックをすることが可能となる。
ボス：ヘヴィプレス、ボロス

### セーブ
各エリアに点在する、固定位置の安全地帯に配置されたセーブポイントで進行状態の記録（セーブ）が可能。セーブポイントはフロッピーディスク状の物体として表現され、調べるとセーブの可否を問うウィンドウが現れる。セーブポイントの付近には「サーバー」と呼ばれる装置が設置されていることがあり、こちらを調べると体力の回復とミサイルの補充ができる。

## 開発

### 幻の『洞窟物語』
『洞窟物語』には、一般に公開されていない旧バージョンが存在する。これは開発者が学生の頃に開発していたもので、細かい調整を残してほぼ完成されていた。
しかし、前述の『いかちゃん』のファンであった学友に見せたところ、「期待したほど面白くなかった（システムやゲームバランスなどが荒削りで、『いかちゃん』の次回作として期待に応えられるものではなかった）」と評され、作り直しを提案された。
この一言で、このまま完成させるか作り直すかの二択に悩んでいたが、ある日、帰宅をともにした、この友人からの「フリーでゲームを作っているのなら、作っている自分自身が『満足する』ことが最終的な目的になるんじゃないか。だから、一番満足できるようにするのがいいと思う。」という言葉で、旧バージョンを全て捨てて一からの作り直しを決断することとなった。
それから2年後、一から作り直された『洞窟物語』の正式版が公開され、現在に至る。
開発室Pixelの公式サイトでは、作り直しを含む約5年の制作期間の内、最後の1年に専用の掲示板を用意して行った約5人がかりのブラッシュアップのやりとりが展示されている。

### 音楽ドライバ
従来、同人作品ではBGM演奏にMIDIが用いられるが「プレイ環境に依存し、演奏の再現性が悪い」という難点がある。このため当作品では、独自開発された「オルガーニャ」と呼ばれる演奏ドライバが使用されている。これはサンプリング音源をソフトウェアエミュレートしたものであり、レトロゲームを彷彿とさせる独特の味わいがある。前作『いかちゃん』でも、プロトタイプである「PiyoPiyo」が使われている。
のちに開発者は、オルガーニャのサポートを第三者に譲り、ゲーム用音楽ドライバとして、より汎用的に使えるよう設計を一から作り直した「ピストンコラージュ」の開発に取り組む。

## 移植・リメイク
『洞窟物語』はWindowsアプリケーションの形態で発表されたゲームだが、ファン有志によって他のプラットフォームへの移植や、企業によって追加要素を施したコンシューマーゲーム機向けの移植が行われている。

### Mac OS X
大泣きWWW によって移植が行われた。ユニバーサルバイナリであるため、Intel Macでも快適にプレイができる。ゲーム内容はWindows版とほぼ同じだが、一部のキーコンフィグが使用できない。

### PlayStation Portable
PlayStation Portable（PSP）の非公式な自作ソフト（Homebrew）として、ufo_zによって移植が進められている。2007年11月時点のバージョンではPSPのワイド画面に対応し、動作もPC版と遜色のないものとなっている。日本語と英語の両言語に対応。また､2012年2月初旬に署名版が公開され､公式FWでも起動が可能になった｡

### Wiiウェア
2008年10月3日、ニンテンドー・オブ・アメリカのプレスリリース、および開発者のサイトにおいて、Wiiウェア版『Cave Story』が発表、同時に準備中の公式サイトが公開された。開発は米国のNicalis社、公式サイトは同年10月6日開設。グラフィックや音楽が一新されているが、従来の様式で遊ぶクラシックモードもあり、Wiiウェア版だけの新要素などが追加されている。海外で2010年3月22日にリリースされており、日本国内でのリリースは未定。

### ニンテンドーDSiウェア
2010年9月にWiiウェア版の移植を担当したNicalis社によって発表された。配信日は2010年11月29日（北アメリカ）。
日本での配信は、同じくゲーム配信でNicalis社に関わりのあったNIGOROのチームと開発者の交流を機に、NIGOROの運営会社であるアスタリズムが配信することを、『洞窟物語』の記念イベント放送で告知。2011年11月22日に配信を開始。価格は1000DSiポイント。ボスラッシュモードや難易度を設定可能。DSiウェア版公式サイトのブログにて、「10月以降に立ち上げるとサプライズがある」と意味深な言葉が開発者から語られている。
2012年6月6日に配信を終了。現在は購入することができない。

### ニンテンドー3DS
2011年2月、ニンテンドー3DS版の北米での発売が告知された。タイトルは『Cave Story 3D』。発売元は日本一ソフトウェアのアメリカ法人であるNIS Americaで、北米では2011年11月8日、欧州では同年11月11日、オセアニアでは同年11月24日に発売された。日本では日本一ソフトウェアから『洞窟物語3D』のタイトルで2012年7月26日に発売され、レトロゲーム『クレイジー・クライマー』『ドラゴンスレイヤー』『いっき』のキャラクターとのコラボが行われた。本作では2D版をもとに3Dモデルに置き換えられ、『Super Meat Boy』などの作曲を務めたダニー・バラナウスキーが編曲を担当している。
変更点は下記の通り。
- キー配置がDSiウェア版とは逆（ジャンプと攻撃のボタン配置など）になっているため、同じ感覚で操作できなくなっている。
- 3Dモデリングを多用し、奥行きが出て洞窟の表現がリアルになった反面、視界が暗く見づらくなった。
- 追加エリアが各所に配置され、そのうちひとつに隠しアイテムが追加された。
- エンディングのスタッフロール（キャラクター紹介等）が真のエンディングと通常エンディングでほとんど区別が無くなった。
- クラシックモードは従来のゲームが遊べるのではなく、従来のドットのキャラクターが3Dの世界で動くものになっている。
- タイムアタックは、DSiウェアのように最初にアイテムを選んでスタートするものになっている。
- ジュークボックスを削除。
- 一部のアイテムの配置や数を変更。
- 「気まぐれな星」を装備しても、まわっている星が背景に引っかかるなどして行方知れずになるため性能が著しく低下している。

また、オリジナル版『洞窟物語』が北米では2012年10月4日に、PAL地域では2014年5月1日にNicalisより発売。日本では2015年9月30日に、韓国では2016年11月23日にピッキーより発売されている。

### PC・Nintendo Switch
Nicalisより『Cave Story+』のタイトルで発売。発売日は、Mac App Store版が2011年9月7日、Steam版（Windows, macOS, Linux）が同年11月23日、Nintendo Switch版が2017年6月20日。日本のNintendo Switch版はピッキーより2018年2月8日に発売された。なお、Mac App Store版は2015年に販売が終了しており、再ダウンロードは出来るが最新のmacOSではエラーで起動ができない。
新要素・変更点
- HDグラフィックに対応
- ジュークボックスが復活。
- 新たなエリアを追加。
- 高難度のハードモードを追加。
- Nintendo Switch版では2人同時プレイが可能。

### その他
海外の有志による英語バージョンも存在し、独自にセーブ領域の拡張なども行われている。これをエミュレートする形であるがワンボードマイコンRaspberry Pi版も存在し、公式Pi Storeから無償ダウンロード可能。

## 姉妹作
同じ開発者の作品に『いかちゃん』（1999年発表）というゲームがある。『いかちゃん』は海中を舞台としたサイドビューのアクションゲームで、烏賊に似た主人公を操作して海底地震によって閉鎖された空間からの脱出を図る。
『洞窟物語』に登場する「アイロンヘッド」は、この作品のラストボスである。また、『洞窟物語』でダメージを受けずにアイロンヘッドを倒すと、『いかちゃん』の主人公が描かれたアイテム「異星人のメダル」が手に入る。
2021年12月10日には、スピンオフである『Cave Story’s Secret Santa』が、期間限定でゲームプラットフォームサービスおよびNintendo Switchで配信。配信元はNicalis。開発室Pixelも制作に協力している。